# اندرو مینارد
اندرو مینارد (انگلیسی: Andrew Maynard؛ زادهٔ ۸ آوریل ۱۹۶۴) بوکسور اهل ایالات متحده آمریکا بود.